# Orcomen (fill de Mínias)
D'acord amb la mitologia grega, Orcomen va ser un rei de Beòcia, fill de Mínias i d'Eurianassa, o potser de Fanosura, filla de Pèon). Pausànias el fa germà de Mínias.
La seva descendència també es presta a confusió. Segons Pausànias no va tenir fills, i va deixar el seu regne a Presbó, fill de Frixos i descendent d'Èol. Segons Esteve de Bizanci va tenir tres fills, Asplèdon, Amfidoc i Climen. Climen el va succeir en el tron. I encara, Joan Tzetzes diu que va tenir una filla, Cloris, que va ser la mare de Mopsos.
Va donar nom a la ciutat d'Orcomen. Els seus habitants s'havien de dir orcomens, però es van continuar anomenant minies per distingir-se dels d'Orcomen a l'Arcàdia.